# Brist ut, min själ, i lovsångs ljud
Brist ut, min själ, i lovsångs ljud är en lovpsalm av Fanny Crosby i tonsättning av Robert Lowry (1893). Översatt till svenska av Erik Nyström 1893, bearbetad av Catharina Broomé 1984.
Orden "på denna glädjens dag" i första versen gör att psalmen särskilt används vid söndagsgudstjänster eller andra speciella tillfällen, som exempelvis bröllop. 

## Publicerad i
- Svensk söndagsskolsångbok 1908 som nr 14 under rubriken "Guds kärlek".
- Svenska Missionsförbundets sångbok 1920 som nr 523 under rubriken "Herrens dag".
- Sånger och psalmer 1951 som nr 447 "Församlingen och nådemedlen. Herrens dag".
- Den svenska psalmboken 1986 som nr 12 under rubriken "Lovsång och tillbedjan".